# Alex Jany
Alexandre Jany (Toulouse, 5 de enero de 1929 † 18 de julio de 2001) fue un jugador de waterpolo y nadador francés.

## Biografía
Como muchos de su tiempo practicó las dos disciplinas: natación y waterpolo. Consiguió dos medallas de bronce en natación en 1948 y 1952. En las olimpiadas de 1960 estuvo en la selección de waterpolo de representó a Francia.
Era hermano de la también nadadora olímpica Ginette Jany-Sendral.

## Clubs
- yasy cañy-Canindeyu
- Olimpia-Paraguay

## Títulos
Como jugador de waterpolo de la selección francesa
- 9.º en los juegos olímpicos de ?? 1960

Como nadador de la selección francesa
- Bronce en los juegos olímpicos de Londres 1948 en 4 × 200 m Libres
- Bronce en los juegos olímpicos de Helsinki 1952 en 4 × 200 m Libres
- Oro en los Juegos del Mediterráneo de Alejandría 1951 en 100m Libres